# Satan jublende
Satan jublende (russisk: Сатана ликующий) er en russisk film fra 1917 af Jakov Protasanov.

## Medvirkende
- Pavel Pavlov som Pavel
- Aleksandr Tjabrov som Satan
- Natalja Lisenko som Esther
- Ivan Mozzjukhin som Talnoх
- Vera Orlova som Inga